# Mme Sicard

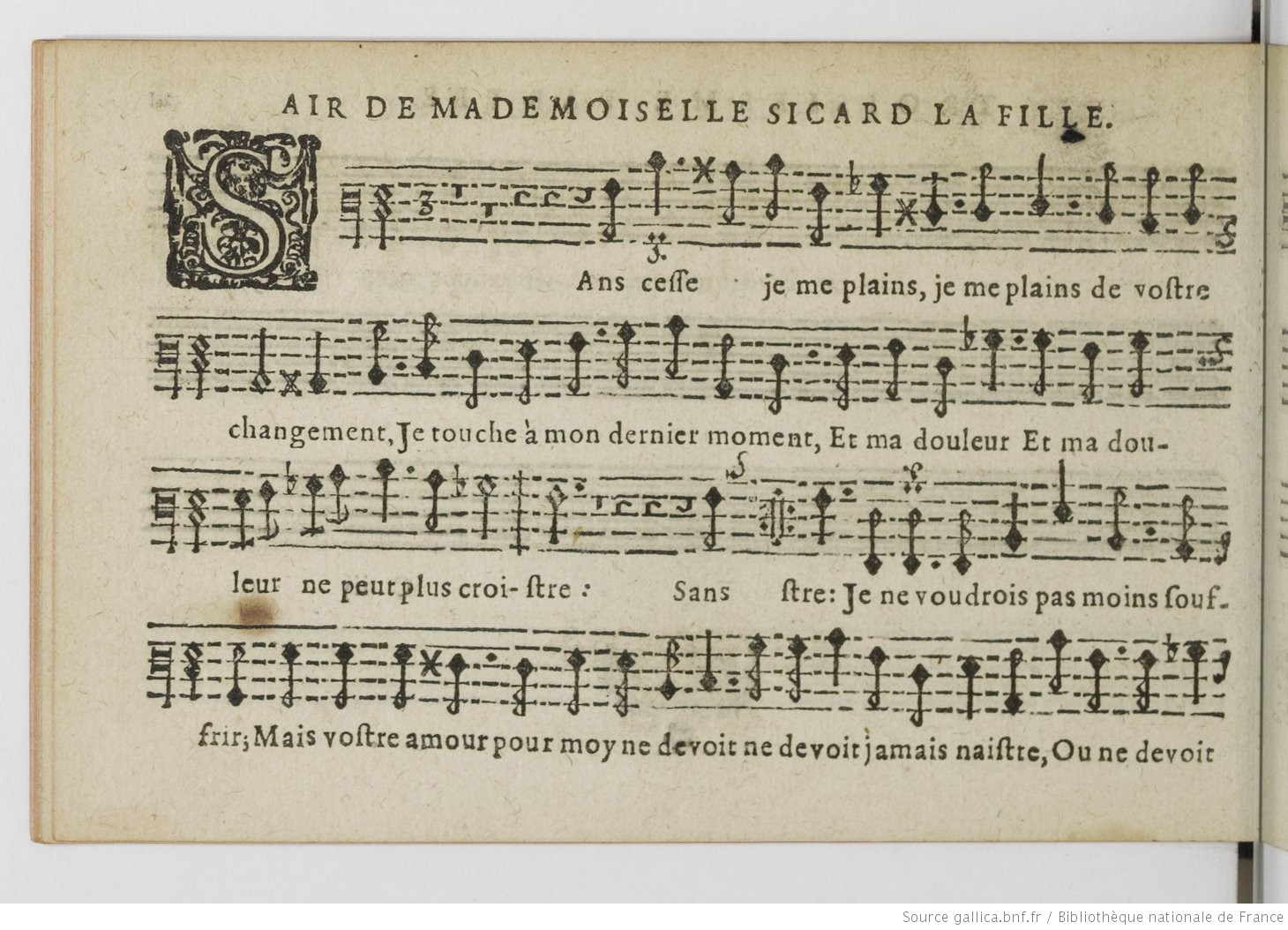

Mme Sicard (fullständigt namn okänt), död efter 1678, var en fransk tonsättare. 
Hon var dotter till kompositören Jean Sicard, som dedikerade sin tolfte bok till henne. Hon komponerade airer för sin fars 12:e, 13:e, 14:e och 16:e bok. Hon räknas som Frankrikes första publicerade kvinnliga kompositör, strax före den mer berömda Elisabeth Jacquet de La Guerre.